# عامل نمایی
در سینتیک شیمیایی، ضریب پیش نمایی یا ضریب A، ثابت پیش نمایی در معادله آرنیوس است(معادله زیر) که یک رابطه تجربی بین دما و ضریب سرعت می‌باشد که توسط شیمی‌دان سوئدی سوانته آرنیوس در سال ۱۸۸۹ ارائه شد. عامل پیش نمایی را می‌توان به عنوان معیاری برای فرکانس برخوردهای با جهت‌گیری مناسب در نظر گرفت. ضریب A معمولاً به صورت تجربی با اندازه‌گیری ثابت سرعت 𝑘 در یک دمای خاص و برازش داده‌ها با معادله آرنیوس تعیین می‌شود و نشان دهنده بسامد برخورد بین مولکول‌های واکنش دهنده در غلظت استاندارد است. ضریب پیش نمایی عموماً ثابت نیست، بلکه بیشتر به واکنش خاص مورد مطالعه و دمایی که واکنش در آن رخ می‌دهد بستگی دارد.
{\displaystyle A={\frac {k}{e^{-{\frac {E_{a}}{RT}}}}}=ke^{\frac {E_{a}}{RT}}}
معادله آرنیوس روابط بین سرعت, A, Ea و T را معرفی می‌کند که در آن A عامل پیش‌نمایی، Ea انرژی فعال‌سازی و T دما است. عامل پیش نمایی، A، ثابتی است که می‌توان آن را به صورت تجربی یا عددی به دست آورد. به آن ضریب فرکانس نیز گفته می‌شود که توصیف می‌کند که دو مولکول چند بار با هم برخورد می‌کنند. برای تقریب اولیه، عامل پیش نمایی ثابت در نظر گرفته می‌شود.
واحدهای ضریب پیش نمایی A مشابه واحدهای ثابت سرعت هستند و بسته به ترتیب واکنش متفاوت خواهند بود. برای یک واکنش مرتبه اول، واحد s-1 دارد. به همین دلیل، اغلب به آن ضریب فرکانس می‌گویند.
هنگامی که با نظریه برخورد روبرو هستیم، عامل پیش نمایی به صورت Z تعریف می‌شود و می‌توان با در نظر گرفتن عواملی که بر فرکانس برخورد در یک مولکول معین تأثیر می‌گذارد، آنرا استخراج کرد. ابتدایی‌ترین واکنش دو مولکولی زیر را در نظر بگیرید:
A + A → Product
یک عامل اساسی برای فراوانی برخوردها، فضا یا حجمی است که در آن این واکنش مجاز به وقوع است. به طور شهودی، منطقی است که فرکانس برخورد بین دو مولکول، به ابعاد ظروف مربوطه بستگی داشته باشد. با این منطق، Z به صورت زیر تعریف می‌شود:
Z=(حجم سیلندر)(چگالی اجزا)/زمان
با استفاده از این رابطه، می‌توان معادله‌ای برای فرکانس برخورد مولکول A با A به دست آورد.
ZAA=2(NA)2d2√((πκbT)/ma))
بر اساس نظریه برخورد، ضریب فرکانس A، بستگی به این دارد که زمانیکه تمام غلظت‌ها یک مولار هستند، مولکول‌ها چقدر با هم برخورد می‌کنند. همچنین این ضریب به جهت‌گیری درست یا غلط مولکول‌ها هنگام برخورد نیز وابستگی دارد. مقادیر A برای برخی از واکنش‌ها را می‌توان در نظریه برخورد یافت.
بر اساس نظریه حالت گذار، A را می‌توان بر حسب آنتروپی فعال شدن واکنش نیز بیان کرد.